# Juan Bautista Bru
Juan Bautista Bru de Ramón (1740-1799) fue un ilustrador científico, taxidermista y grabador español.

## Biografía

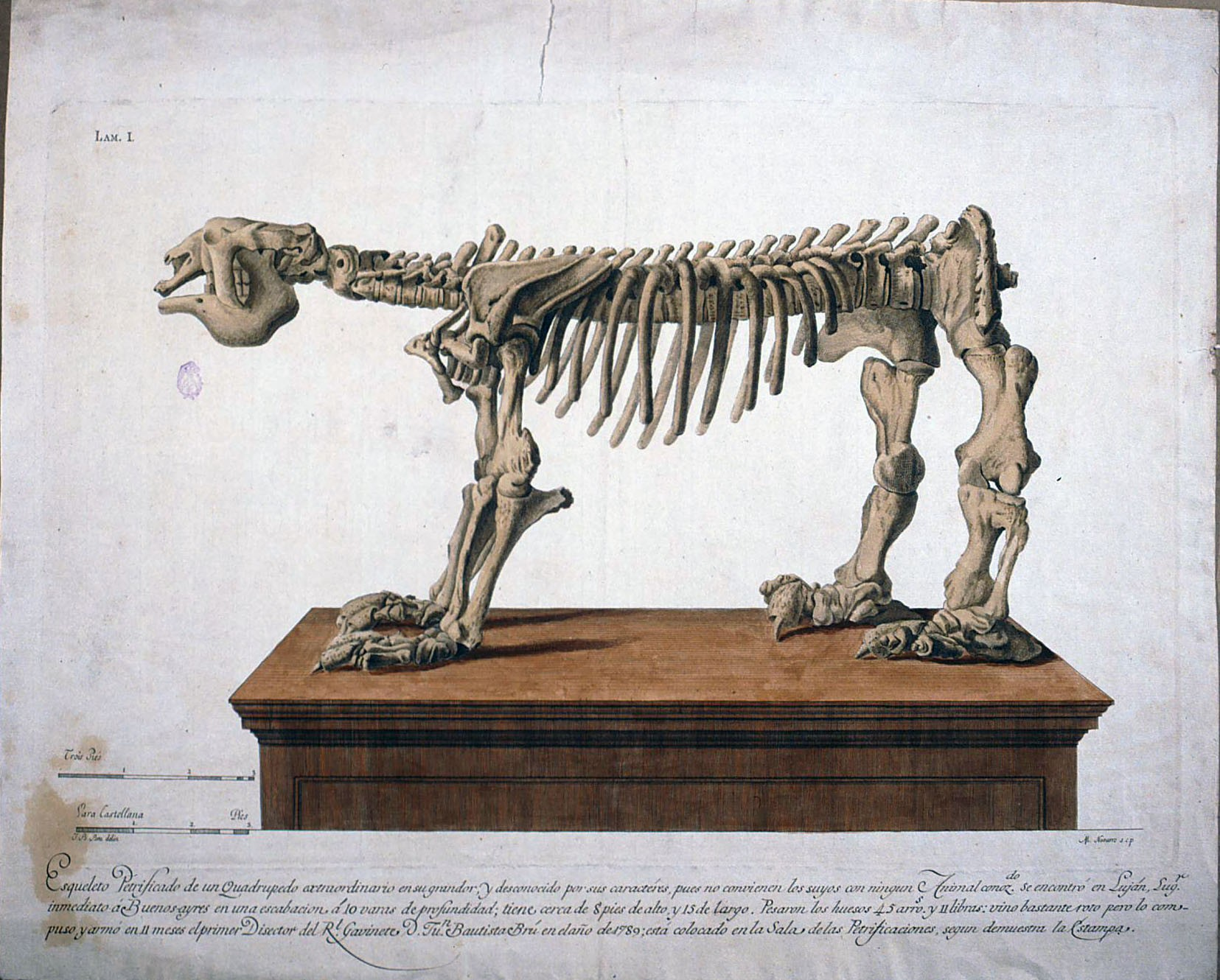
Esqueleto de megaterio dibujado por Juan Bautista Bru y grabado por Manuel Navarro, recogido en José Garriga, Descripción del esqueleto de un quadrúpedo muy corpulento y raro que se conserva en el Real Gabinete de Historia Natural de Madrid, Madrid, Viuda de Joaquín Ibarra, 1796. Aguafuerte coloreado a mano, Calcografía Nacional.

Nació en 1740 en Valencia. Bru, que ilustró con sus trabajos obras como Colección de láminas que representan los animales y monstruos del Real Gabinete de Historia Natural de Madrid, con una descripción individual de cada uno (1784-1786) y Diccionario histórico de las artes de la pesca nacional (1791-1795), es conocido por el montaje del primer fósil de mamífero, un Megatherium, en 1789 en el Real Gabinete de Historia Natural de Madrid. Falleció el 13 de diciembre de 1799.
En el segundo tomo del Diccionario universal de la lengua castellana, ciencias y artes aparece descrito escuetamente en los siguientes términos: «Bru (Juan Bautista): Biog. Pintor valenciano, dibujante y grabador: nació en el año 1740. Sus principales obras son: Colección de láminas que representan objetos del gabinete de historia natural».